# Christopher Egan
Christopher Andrew Egan (Sydney, 29 giugno 1984) è un attore australiano.

## Biografia
Nato a Sydney, studia canto, danza e recitazione alla Sydney's McDonald College School of Performing Art. Dopo aver lavorato in teatro, partecipando ai musical Les Misérables e West Side Story, debutta all'età di sedici anni nella soap opera australiana Home and Away, dove dal 2000 al 2003 interpreta il ruolo di Nick Smith.
Nel 2003 si trasferisce a Los Angeles e nel giro di qualche anno recita nella miniserie TV Empire e nella serie TV Everwood e Vanished. Nel 2006 appare in Eragon, adattamento cinematografico dell'omonimo romanzo di Christopher Paolini. L'anno seguente lavora al fianco di Hayden Christensen e Mischa Barton nella commedia Decameron Pie, inoltre appare in Resident Evil: Extinction, terzo film della serie cinematografica Resident Evil.
In campo televisivo acquista popolarità grazie al ruolo di David Shepherd nella serie televisiva Kings. Nel 2010 è tra i protagonisti della pellicola romantica Letters to Juliet, con Amanda Seyfried, Vanessa Redgrave e Franco Nero.
Nel 2014 è protagonista della serie televisiva Syfy Dominion, dove interpreta il ruolo del soldato Alex Lannon.

## Filmografia

### Cinema
- Alpha Male, regia di Dan Wilde (2006)
- Eragon, regia di Stefen Fangmeier (2006)
- Decameron Pie (Virgin Territory), regia di David Leland (2007)
- Resident Evil: Extinction, regia di Russell Mulcahy (2007)
- Crush, regia di Jeffrey Gerritsen e John V. Soto (2009)
- Letters to Juliet, regia di Gary Winick (2010)
- Cult, regia di Wei Ling Chang – cortometraggio (2019)
- Beyond the Rush regia di Robert Sayegh (2024)

### Televisione
- Home and Away – soap opera, 77 episodi (2000-2003)
- Empire – miniserie TV, 1 episodio (2005)
- The Prince – film TV, regia di Gavin O'Connor (2006)
- Everwood – serie TV, episodi 4x18-4x19 (2006)
- Vanished – serie TV, 12 episodi (2006)
- Pretty/Handsome – serie TV, episodio pilota (2009)
- Kings – serie TV, 12 episodi (2009)
- Poe, regia di Alex Graves – film TV (2011)
- Beauty and the Beast – film TV, regia di Yves Simoneau (2012)
- Gothica – serie TV, episodio pilota (2013)
- Dominion – serie TV, 21 episodi (2014-2015)